# Lente di Kerr
La lente di Kerr è un effetto di autofocheggiamento di un raggio laser ottenuto con un mezzo di Kerr, mezzo che dà effetto Kerr.